# Faik Sakar
Faik Gazi Jonas Sakar (* 14. Januar 2008 in Berlin) ist ein deutsch-französischer Fußballspieler, der als Mittelfeldspieler bei RB Leipzig unter Vertrag steht.

## Karriere

### Verein
Der in Berlin geborene Sakar spielte als Kind zuerst für SF Charlottenburg-Wilmersdorf und wechselte 2022 in die Jugendakademie von RB Leipzig. Er gab sein Debüt für die Leipziger in der B-Junioren Bundesliga Nord/Nordost am 5. August 2023 bei einem Spiel gegen Dynamo Dresden. In der Saison 2023/24 erreichte er mit Leipzigs B-Jugend (U17) das Halbfinale in der deutschen Meisterschaft, wo die Roten Bullen an Borussia Dortmund scheiterten. Sakar trug dazu sechs Tore in 28 Einsätzen bei. In der folgenden Saison 2024/25 folgten Einsätze in der U-19-Mannschaft und in der UEFA Youth League. Er begann 2024 mit dem Training in der A-Mannschaft. Sein Debüt für die Profis gab er am 7. Dezember 2024 als Einwechselspieler beim 2:0-Auswärtssieg gegen Holstein Kiel in der Fußball-Bundesliga. Mit einem Alter von 16 Jahren, 10 Monaten und 23 Tagen war er der zweitjüngste Bundesligaspieler Leipzigs hinter Sidney Raebiger.

### Nationalmannschaft
Sakar wurde in Deutschland als Sohn eines deutschtürkischen Vaters und einer kamerunisch-französischen Mutter geboren und besitzt die deutsche und französische Staatsbürgerschaft. Er ist Jugendnationalspieler von Deutschland und wurde für Freundschaftsspiele 2023 in die deutsche U16-Auswahl berufen und gab sein Debüt am 8. September 2023 bei einem Freundschaftsspiel gegen Österreich.